# Rodolfo Cimino
Rodolfo Cimino (Palmanova, 16 ottobre 1927 – Venezia, 31 marzo 2012) è stato un fumettista italiano.
È ritenuto uno dei principali autori italiani di storie a fumetti Disney, avendone realizzate oltre 700 in più di mezzo secolo di carriera, caratterizzate da uno stile personale che lo rende uno dei più grandi maestri del genere.

## Biografia
Nel 1945, dopo la fine della Seconda guerra mondiale, mentre è ancora al liceo, si trasferisce a Venezia dove, nel 1947, conosce Romano Scarpa alla Mostra di Tecnica Cinematografica della Biennale di Venezia. Scarpa gestisce per l'occasione uno stand didattico per valorizzare i procedimenti del disegno animato. Diventa così collaboratore, nei primi anni cinquanta, assistente di Scarpa entrando a far parte del suo studio di animazione come ripassatore a china e ideatore di gag; qui lavora con Luciano Gatto, Giorgio Bordini, Renato Boschetto, Lino Ferraretto, Adriano Stringari e Renzo Vianello. Lo studio si occupa della realizzazione di cortometraggi pubblicitari e divulgativi e, nel 1953, produce anche un primo cortometraggio animato, La piccola fiammiferaia, basato sulla fiaba di Hans Christian Andersen, scritto e diretto da Scarpa e da lui stesso animato con l'aiuto di vari collaboratori, tra cui Cimino. Purtroppo gli alti costi di produzione, gli scarsi introiti e difficoltà varie, oltre a un infortunio a una caviglia che lo costringe a restare immobilizzato per un anno, portano alla chiusura definitiva dello studio.
A metà anni cinquanta lavora presso un'agenzia di vendita di macchinari e nel 1958 viene assunto da un'azienda di Marghera, dove lavorerà in qualità di dirigente, ma contemporaneamente inizia a ripassare a china le storie a fumetti di Scarpa, a partire da Paperino e la scuola dei guai, scritta da Guido Martina, attività che prosegue fino al 1962, Paperino e il premio di bontà. In questo periodo inizia, dal 1959, a scrivere sceneggiature per storie a fumetti per la britannica Fleetway, probabilmente disegnata nella sua totalità da Massimo De Vita ma tuttora inedita.
Nel 1960 nasce la figlia Annamaria.
Esordì su Topolino nel 1961, nel n. 283, in una storia disegnata da Luciano Gatto, Zio Paperone in: Brividi all'equatore. Il suo primo lavoro disneyano è in realtà Paperino e il cane dollarosus, pubblicato però un mese dopo. In questo periodo crea nuovi personaggi dalle peculiari caratteristiche, come la strega tecnologica Roberta (alleata di Amelia) e Reginella, regina extraterrestre di cui Paperino si innamora. Inoltre arricchisce di invenzioni il mito delle difese anti-bassotti nascoste nelle pareti e nella Collina Ammazzamotori del deposito di Paperone. Inoltre caratterizza un personaggio secondario, il maggiordomo di Paperone, ideato da Barks e che era sempre rimasto anonimo e di sfondo, tanto che nelle interpretazioni successive di altri autori americani e italiani non manteneva mai lo stesso aspetto; Cimino, insieme al disegnatore Cavazzano, lo rende una spalla vera e propria di Paperone, fornendogli anche un nome, Battista, che diventa un comprimario di rilievo con delle caratteristiche che verranno mantenute dagli autori successivi; approfondisce anche la caratterizzazione del personaggio di Paperino riprendendo caratteristiche del personaggio che erano state abbandonate o rese comunque secondarie nel tempo dai diversi autori, senza stravolgerlo ma senza l'estremizzazione di alcuni aspetti del suo carattere tipica di altri autori, caratterizzandone la personalità in modo più bilanciato. Così come Scarpa, anche Cimino nella sua opera crea un proprio stile con schemi ricorrenti che divennero un tratto distintivo dell'autore.
Abbandonò la carriera di fumettista nel 1976 per dedicarsi completamente alla politica, iscritto al PSI, divenendo dal 1975 al 1986 assessore ai lavori pubblici di Venezia e, per un certo periodo, anche vice-presidente della Provincia; dal 1975 è anche consigliere provinciale nel collegio di Jesolo. La sua ultima storia viene pubblicata nel 1978, Ezechiele Lupo e il miele amaro, ma probabilmente si tratta di una sceneggiatura pronta già da prima, forse dai tempi in cui Cimino si era avventurato nella scrittura di storie con protagonista Ezechiele Lupo (1972-73). Nel 1986 viene coinvolto in un'inchiesta sulla presunta corruzione da parte di alcuni imprenditori, ma le accuse vengono poi annullate dalla Corte d'Appello e alla fine viene prosciolto per intervenuta prescrizione.
Durante la sua carriera politica scrive comunque alcune sceneggiature che verranno pubblicate nel 1983 e tre nel 1985, ma ritorna a collaborare stabilmente con la Mondadori nel 1987. In seguito al suo ritorno, fortemente voluto da Massimo Marconi e Elisa Penna, allora rispettivamente caporedattore e vicedirettore, e inizialmente suscitante le perplessità del direttore di Topolino Gaudenzio Capelli si consuma la rottura con Scarpa, che decise di non disegnare più le storie di Cimino, secondo alcuni anche per divergenze politiche.

## Stile
Forse come retaggio dell'esperienza nell'animazione, Cimino nelle sue sceneggiature utilizza sin dall'inizio il metodo dello storyboard, visualizzando la storia con degli abbozzi a matita vignetta dopo vignetta. Cimino pone una certa attenzione ai dialoghi: caratteristico è il suo uso dei puntini di sospensione prima di un termine centrale (spesso in grassetto). Peraltro il linguaggio nelle sue storie è pieno di termini colti provenienti dalle sfere filosofica, economica e politica.
Le sue sceneggiature possono risultare più complesse rispetto a quelle degli altri autori poiché non di rado trattano manovre socio-economiche in cui è coinvolto soprattutto Zio Paperone, seguite da Cimino fin nelle loro conseguenze parossistiche. L'autore ricorre anche a proverbi e modi di dire che rimandano a una saggezza antica che dovrebbe influenzare in positivo i contemporanei. Ogni tanto spunta infatti qualche riferimento all'età classica, coi nomi di Ulisse, Priamo o Senofonte, protagonisti per di più della folta messe di esclamazioni messe in bocca ai personaggi e totalmente inventate da Cimino (una di queste è «Per le tinozze di Giove Pluvio!»). L'uso di un lessico desueto legato alla sfera animale, come la definizione uccellacci di rapina, fa pensare alla fraseologia del Teatro dei Pupi, itinerante in Italia almeno fino ai primi anni '70.
Soprattutto a partire dagli anni '90, i personaggi ciminiani iniziano a utilizzare una terminologia sempre più spiritosa, con un abbondante uso di vezzeggiativi. Le parole vengono malleate («Ohimè! Ohimì!») per suscitare ilarità, e si fondano le frasi cardine di Paperone come «Ahimè! Soffro terribilmente, soffro».
La peculiarità stilistica che permette di riconoscere nell'immediato una sceneggiatura di Cimino è la sua apertura: al posto dell'incipit, la prima vignetta - una quadrupla - è un flash-forward che cattura un momento topico della storia o sintetizza il tema di quest'ultima. Questa vignetta muta funge quindi da "copertina" per suscitare l'interesse del lettore, e ricorda la schermata iniziale di un cartone animato. Non è un caso che anche Scarpa sia ricorso a questo espediente per l'incipit delle sue storie. Oltre alle "testatine" rettangolari (che possono presentare o solo oggetti e ambienti, o anche personaggi persino a figura intera) e a vignette quadruple accompagnate da una didascalia introduttiva (Paperino e le lenticchie di Babilonia, Zio Paperone e l'ultimo balabù, Zio Paperone e il ratto di Brigitta), è nell'introduzione di Topolino imperatore della Calidornia - inchiostrata da Cimino - che questa trovata assume la massima "autonomia": Topolino, con mantello regale, è in piedi su un mappamondo coi nomi delle città Paperopoli, Topolinia e Giuncavilla, e nessun cartiglio interviene a spiegare la vignetta. 
Cimino ricorre allo splash-panel muto di apertura sin dalla sua terza sceneggiatura (Paperino e l'orso del Klondyke, 1961). Di solito, quando nelle sue storie non è presente è perché il disegnatore ha provveduto a rimuoverlo (scelta operata più di una volta da Giovan Battista Carpi.
Cimino sembra tener conto, per imbastire i suoi script, del costrutto degli exempla, filtrato dalla vivace e intrattenitrice novellistica nonché dall'ingente serbatoio di fiabe popolari di tradizione orale pregno di senso del meraviglioso. Ad esempio, Zio Paperone e il fumo della discordia (1969) risulta essere una rielaborazione della novella IX del Novellino, incentrata anche quest'ultima sul fumo pagato col suono di una moneta. Tale novella non deve essere stata per forza la fonte diretta, anzi il motivo può essere confluito in qualche fiaba locale.
I paesi visitati da Cimino soprattutto per mezzo di Paperi, tanto distanti dai centri urbanizzati come Paperopoli, evocano un'atmosfera di favolosa lontananza e una durata irreale che è la dimensione propria dei racconti di pura immaginazione, trasmessi oralmente dalla mitologia popolare. Suscitano una durata irreale i racconti di un passato mitico che i loro abitanti (spesso il saggio di turno) fanno ai Paperi durante la permanenza di questi ultimi. Ma spesso è anche Paperone ad accennare, di fronte ai nipoti o a Battista, ad avvenimenti di un tempo andato che lo vedono protagonista, e in questo caso il racconto al passato - accompagnato o no da appositi flashback - ha valore di risonanza affettiva.
Cimino ha sceneggiato soprattutto storie con i Paperi, mentre rare sono le storie con Topolino. In particolare, la maggior parte delle storie segue un canovaccio abbastanza consolidato: Zio Paperone, spinto da una particolare necessità o dal modo di accrescere le sue ricchezze, coinvolge Paperino e i nipotini (a cui si aggiungono negli ultimi anni Battista e Camillino, un robot tuttofare) in un viaggio affrontato con mezzi semoventi il più possibile strampalati in cui si imbatterà in popoli sconosciuti alla civiltà con usanze peculiari. Spesso gli adulti si mettono nei guai e saranno i nipotini a cavarli d'impaccio, magari ricorrendo all'infallibile Manuale delle Giovani Marmotte.

## Procedimenti giudiziari
Venne coinvolto in un'inchiesta quando l'imprenditore trevigiano Roberto Coletto, vistosi abbandonato da presunte coperture ad alto livello, confessò una serie di illeciti avvenuti sia in Umbria (portando con ciò a numerosi arresti) sia durante la sua attività nel Veneto nella prima metà degli anni ottanta. Cimino venne quindi arrestato la notte del 5 febbraio 1986 con altri colleghi di partito e alcuni dipendenti comunali con l'accusa di aver favorito la "Saveco", un'impresa edile indebitata presa in gestione da Coletto stesso, con finanziamenti e nell'aggiudicazione di numerosi appalti di opere pubbliche, in cambio di tangenti al partito o alle persone. La "Saveco" non sarebbe stata per di più l'unica impresa veneziana costretta a pagare tangenti al PSI. Nel processo, per Cimino furono chiesti 4 anni e mezzo di reclusione e 50 milioni di lire di multa per concussione e violazione della legge sul finanziamento pubblico ai partiti. Nel 1987 tuttavia la Corte d'Appello annullò la condanna. Nel 1990 l'accusa nei confronti di Cimino venne derubricata e il tribunale di Venezia lo prosciolse per intervenuta prescrizione.

## Influenza culturale
- Nella storia Topolino e le borbottiglie di Avaloa, scritta e disegnata da Casty, viene più volte menzionato un parente di Pippo chiamato "Romino Cidolfo".
- Nella storia Zio Paperone e la locomozione affaristica, scritta da Riccardo Pesce e disegnata da Luciano Gatto, compare Rodolfo Cimino in qualità di custode della rimessa dei "mezzi speciali" di Paperone.
- Nella storia Zio Paperone e l'ultima avventura scritta da Francesco Artibani e disegnata da Alessandro Perina, appare in un cameo insieme a Carl Barks nell'ultima pagina della storia.

## Riconoscimenti
- Nel 1991 vince il Premio Anaf. Non gli è assegnato da una giuria, ma come risultato di un referendum fra circa 2000 iscritti di cui fanno parte docenti universitari, critici, giornalisti ed esperti di fumetti. Cimino è stato premiato per la categoria miglior sceneggiatore[28].
- Nel 2007 vince il Premio Papersera.